# WHA Playoff MVP
Der WHA Playoff MVP ist der wertvollste Spieler der Playoffs der World Hockey Association. Er wurde von 1975 bis 1979 ausgezeichnet.

## Preisträger
| Jahr | Spieler       | Team                |
| ---- | ------------- | ------------------- |
| 1979 | Rich Preston  | Winnipeg Jets       |
| 1978 | Bob Guindon   | Winnipeg Jets       |
| 1977 | Serge Bernier | Nordiques de Québec |
| 1976 | Ulf Nilsson   | Winnipeg Jets       |
| 1975 | Ron Grahame   | Houston Aeros       |